# Limba kalmîcă
Kalmîca (cunoscută și sub numele Kalmuck, Calmouk, Qalmaq, Kalmytskii Jazyk, Khal:mag, Weilate, Mongola din Xinjiang, Mongola vestică) este limba calmîcilor și a, vorbită în Calmîchia (Federația Rusă), China vestică și Mongolia de vest. Sunt circa 160,000 de vorbitori în fiecare țară.

## Sistemul de scriere
Limba kalmîcă a fost scrisă cu o varietate de sisteme de scriere de-a lungul anilor. Începând cu secolul al XI-lea, se folosea alfabetul Uigur.
Alfabetul oficial calmîc numit Todo Bichig (scriere clară) a fost creat în secolul 17 de către un călugăr calmîc budist, Zaya Pandit. A fost folosit de kalmîcii din Rusia până în 1924, când a fost înlocuit de alfabetul chirilic, dar kalmîcii din China încă îl mai folosesc. În Mongolia, calmîca nu are un statut oficial și nu se regăsește sub formă scrisă.

Alfabetul latin (1930-1938):
| A a | B b | C c | Ç ç | D d | E e | Ә ә | F f |
| G g | H h | I i | J j | K k | L l | M m | N n |
| Ņ ņ | O o | Ө ө | P p | R r | S s | Ș ș | T t |
| U u | V v | X x | Y y | Z z | Ƶ ƶ | Ь ь |     |

Alfabetul chirilic folosit la scrierea limbii calmîce:
| Chirilic | AFI            | Transcriere |  | Chirilic | AFI               | Transcriere |
| -------- | -------------- | ----------- |  | -------- | ----------------- | ----------- |
| Аа       | a              | a           |  | Оо       | [ɔ]               | o           |
| Әә       | ə              | ä           |  | Өө       | o                 | ö           |
| Бб       | p,[pʲ]         | b           |  | Пп       | ([pʰ] ), ([pʰʲ] ) | p           |
| Вв       | w,[wʲ]         | v, w        |  | Рр       | r,[rʲ]            | r           |
| Гг       | [ɡ],[ɡʲ],[ɢ]   | g           |  | Сс       | s                 | s           |
| Һһ       |                | gh          |  | Тт       | [tʰ],[tʰʲ]        | t           |
| Дд       | t,[tʲ]         | d           |  | Уу       | [ʊ]               | u           |
| Ее       | je             | ye          |  | Үү       | u                 | ü           |
| Ёё       | [jɔ]           | yo          |  | Фф       | ( f )             | f           |
| Жж       | [ʧ]            | zh          |  | Хх       | x,[xʲ]            | h           |
| Җҗ       |                | dzh, j      |  | Цц       | [ʦʰ]              | ts          |
| Зз       | [ʦ]            | (d)z        |  | Чч       | [ʧʰ]              | ch          |
| Ии       | i              | i           |  | Шш       | [ʃ]               | sh          |
| Йй       | j              | y           |  | Щщ       | ([sʧ] )           | shch        |
| Кк       | ( k ), ([kʲ] ) | k           |  | Ыы       | i                 | y           |
| Лл       | [ɮ],[ɮʲ]       | l           |  | Ьь       | [ʲ]               | '           |
| Мм       | m,[mʲ]         | m           |  | Ээ       | e                 | e           |
| Нн       | n,[nʲ]         | n           |  | Юю       | [jʊ]              | yu          |
| Ңң       |                | ng          |  | Яя       | ja                | ya          |

## Legături externe
- en Raport etnologic
- „kalmâcă” la DEX online